# Timber Pines (Florida)
Timber Pines es un lugar designado por el censo ubicado en el condado de Hernando en el estado estadounidense de Florida. En el Censo de 2010 tenía una población de 5.386 habitantes y una densidad poblacional de 904,15 personas por km².

## Geografía
Timber Pines se encuentra ubicado en las coordenadas 28°28′9″N 82°36′9″O / 28.46917, -82.60250. Según la Oficina del Censo de los Estados Unidos, Timber Pines tiene una superficie total de 5.96 km², de la cual 5.74 km² corresponden a tierra firme y (3.65%) 0.22 km² es agua.

## Demografía
Según el censo de 2010, había 5.386 personas residiendo en Timber Pines. La densidad de población era de 904,15 hab./km². De los 5.386 habitantes, Timber Pines estaba compuesto por el 98.7% blancos, el 0.33% eran afroamericanos, el 0.04% eran amerindios, el 0.35% eran asiáticos, el 0.04% eran isleños del Pacífico, el 0.22% eran de otras razas y el 0.32% pertenecían a dos o más razas. Del total de la población el 1.43% eran hispanos o latinos de cualquier raza.